# Jack Rodwell
Jack Christian Rodwell (n. 11 martie 1991 în Southport, Anglia) este un fotbalist britanic liber de contract, care joacă pe post de mijlocaș. Pe plan internațional, are prezențe la națională pentru Anglia U16⁠(d), Anglia U17⁠(d), Anglia U19⁠(d), Anglia U-21⁠(d) și Anglia.

## Statistici carieră

### Club
La 21 January 2014..
| Club            | Sezon        | Ligă           | Ligă    | Ligă   | FA Cup  | FA Cup | League Cup | League Cup | Europa  | Europa | Total   | Total  |
| Club            | Sezon        | Divizia        | Meciuri | Goluri | Meciuri | Goluri | Meciuri    | Goluri     | Meciuri | Goluri | Meciuri | Goluri |
| --------------- | ------------ | -------------- | ------- | ------ | ------- | ------ | ---------- | ---------- | ------- | ------ | ------- | ------ |
| Everton         | 2007–08      | Premier League | 2       | 0      | 0       | 0      | 0          | 0          | 1       | 0      | 3       | 0      |
| Everton         | 2008–09      | Premier League | 19      | 0      | 5       | 1      | 1          | 0          | 0       | 0      | 25      | 1      |
| Everton         | 2009–10      | Premier League | 26      | 2      | 0       | 0      | 2          | 0          | 8       | 2      | 36      | 4      |
| Everton         | 2010–11      | Premier League | 24      | 0      | 3       | 0      | 1          | 1          | —       | —      | 28      | 1      |
| Everton         | 2011–12      | Premier League | 14      | 2      | 0       | 0      | 3          | 0          | —       | —      | 17      | 2      |
| Everton         | Total        | Total          | 85      | 4      | 8       | 1      | 7          | 1          | 9       | 2      | 109     | 8      |
| Manchester City | 2012–13      | Premier League | 11      | 2      | 3       | 0      | 0          | 0          | 1       | 0      | 15      | 2      |
| Manchester City | 2013–14      | Premier League | 3       | 0      | 0       | 0      | 3          | 0          | 1       | 0      | 7       | 0      |
| Manchester City | Total        | Total          | 14      | 2      | 3       | 0      | 3          | 0          | 2       | 0      | 23      | 2      |
| Career total    | Career total | Career total   | 99      | 6      | 11      | 1      | 10         | 1          | 11      | 2      | 132     | 10     |

1. ↑  Appearance in Cupa UEFA
2. ↑  Meciuri în UEFA Europa League
3. ↑  Appearance in UEFA Champions League

### Internațional
La match played 2 June 2013..
| Echipa națională | An    | Meciuri | Goluri |
| ---------------- | ----- | ------- | ------ |
| Anglia           | 2011  | 2       | 0      |
| Anglia           | 2012  | 0       | 0      |
| Anglia           | 2013  | 1       | 0      |
| Total            | Total | 3       | 0      |

## Palmares
Everton
- Finalist FA Cup: 2009

Manchester City
- Finalist FA Cup: 2013

Anglia U16
- Victory Shield: 2006
- The Algarve Tournament: 2008

Anglia U21
- UEFA European Under-21 Football Championship runner-up: 2009